# Viadukt Limska Draga
Viadukt Limska Draga je most v Chorvatsku.

## Poloha mostu
Most je součástí dálnice A9, tím pádem je tedy také součástí Istrijského ypsilonu. Leží u obce Kanfanar na Istrijském poloostrově, poblíž místa, kde se stýkají ramena Istrijského ypsilonu. Přemosťuje údolí Limska draga.

## Rozměry mostu

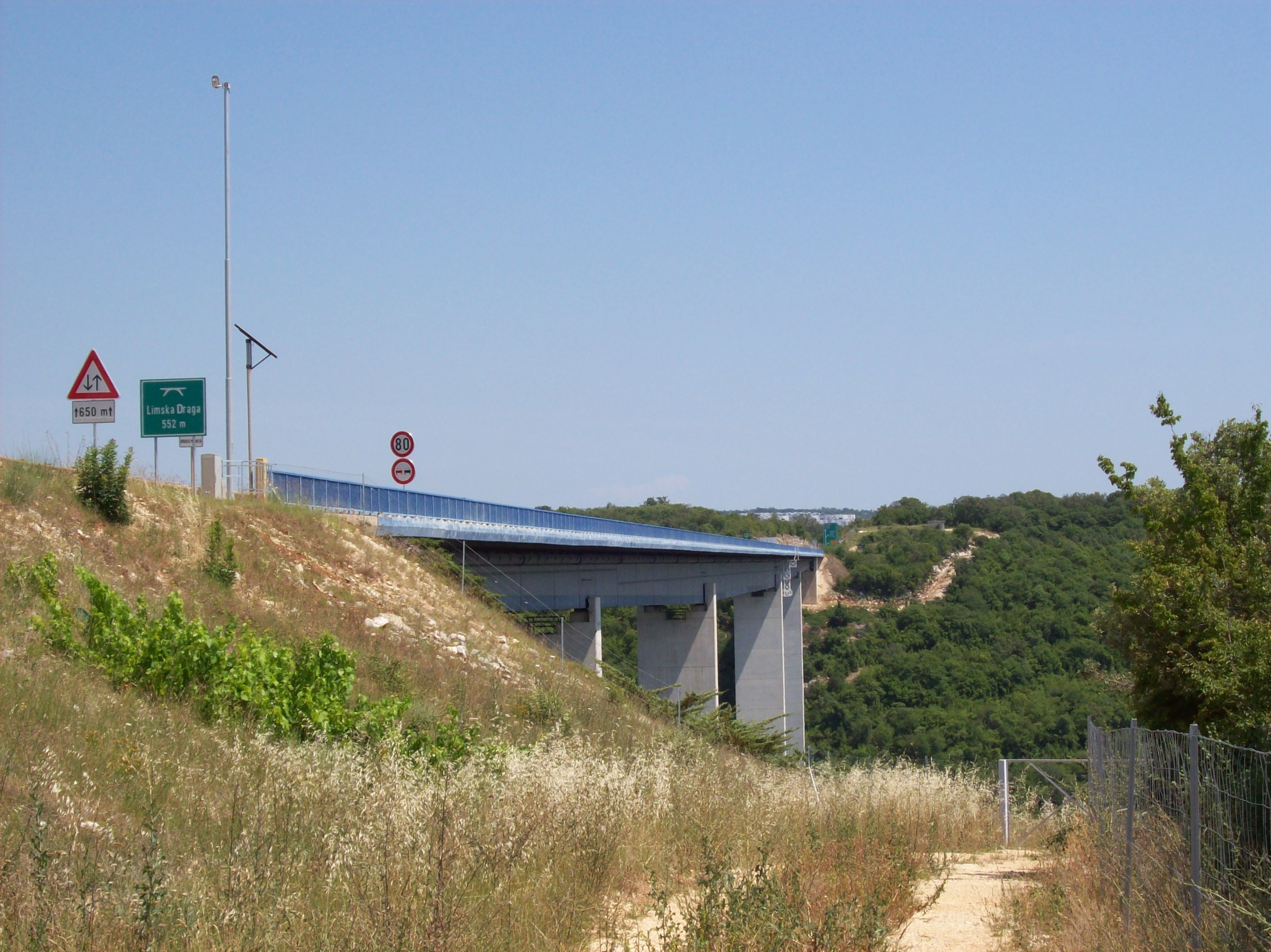
Viadukt Limska Draga

Délka mostu je 552 m, šířka 12,1 m, výška nad údolím je 120 m. Po mostě vedou dva jízdní pruhy, každý pro jeden směr.

## Stavba mostu
Most byla vybudován v letech 1986 až 1991. Náklady na jeho výstavbu činily 9 000 000 USD. Vlastníkem mostu je společnost Hrvatske ceste, dodavatelem stavby byla chorvatská společnost Viadukt d.d..
V budoucnu se v souvislosti s dostavbou dálnice na plný profil počítá s dobudováním druhé poloviny mostu.

## Mýtné
Most je součástí placené dálnice A9.